# Artemis 2
Artemis 2, ufficialmente Artemis II (la numerazione ufficiale segue le cifre romane) è la seconda missione programmata del programma Artemis e la prima missione con equipaggio del veicolo spaziale Orion. Il lancio è attualmente pianificato per aprile 2026, a bordo dello Space Launch System (SLS). La navicella spaziale Orion eseguirà un sorvolo lunare e tornerà sulla Terra. Artemis II sarà il primo veicolo spaziale con equipaggio a viaggiare verso la Luna e oltre l'orbita terrestre bassa dalla missione Apollo 17 del 1972, l'ultima del programma Apollo.
Originariamente designata come Exploration Mission-2 (EM-2), la missione è stata ribattezzata dopo l'introduzione del programma Artemis e aveva lo scopo di raccogliere campioni da un asteroide catturato in orbita lunare dalla missione robotica cancellata Asteroid Redirect Mission.. Sarà il primo lancio con equipaggio dalla rampa LC-39B dopo la missione STS-116 del programma Space Shuttle.

## Equipaggio
Artemis II avrà come equipaggio quattro astronauti, tra cui la prima donna, la prima persona nera e la prima non statunitense a viaggiare oltre l'orbita terrestre bassa. Reid Wiseman sarà il comandante della missione. Victor Glover svolgerà il ruolo di pilota. Christina Koch servirà come primo specialista di missione. Il canadese Jeremy Hansen del Canadian Space Agency sarà il secondo specialista di missione.
L'equipaggio è stato annunciato il 3 aprile 2023, come dichiarato dall'amministratore della NASA Bill Nelson, in risposta alla proposta di budget per l'anno 2024 del presidente degli Stati Uniti Joe Biden. L'annuncio è avvenuto durante un evento speciale presso la struttura della NASA di Ellington Field, al di fuori di Houston in Texas.

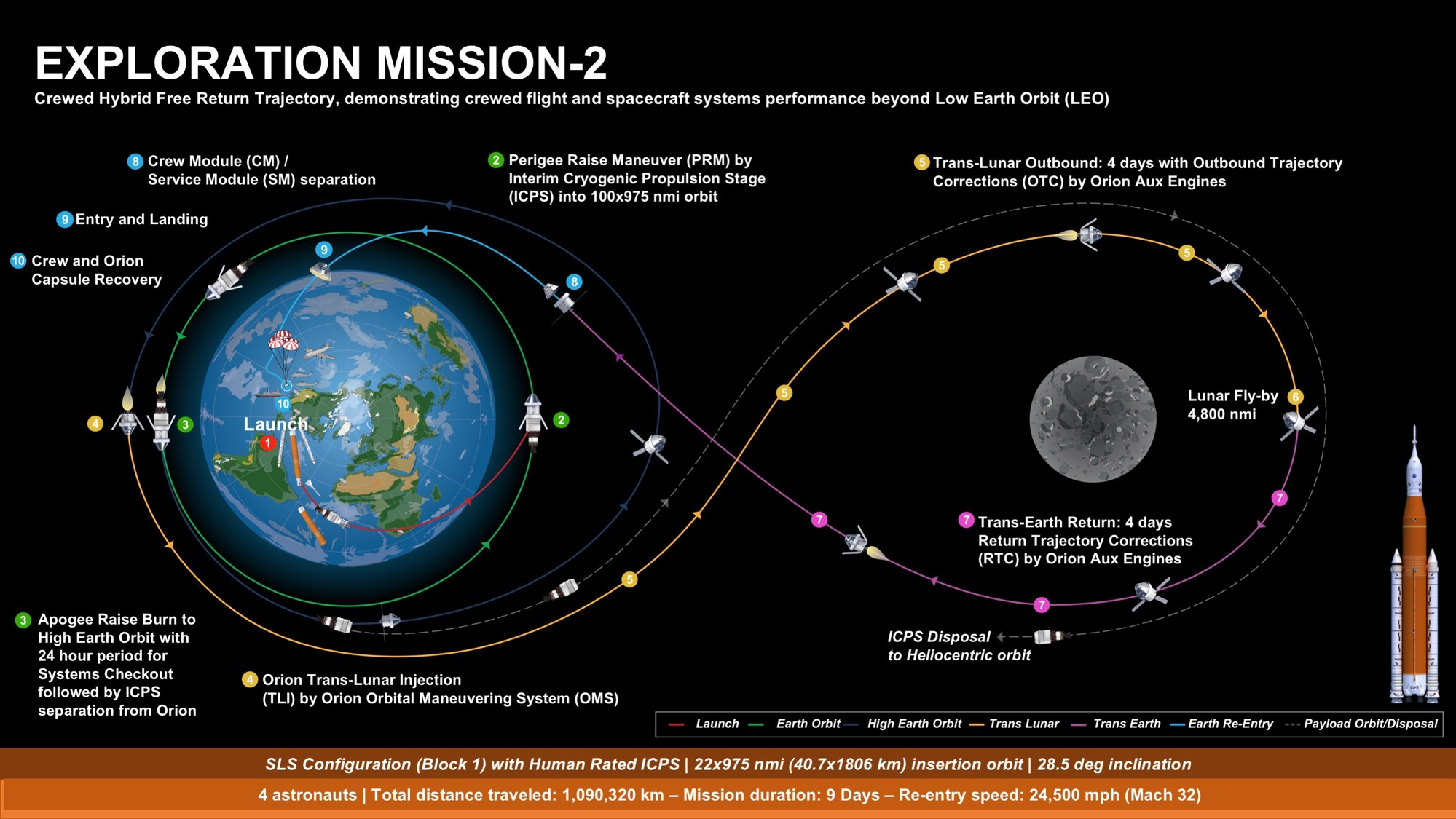
Piano della missione

| Ruolo                   | Astronauta                        | Astronauta                        |
| ----------------------- | --------------------------------- | --------------------------------- |
| Comandante              | Reid Wiseman, NASA Secondo volo   | Reid Wiseman, NASA Secondo volo   |
| Pilota                  | Victor Glover, NASA Secondo volo  | Victor Glover, NASA Secondo volo  |
| Ingegnere di volo       | Christina Koch, NASA Secondo volo | Christina Koch, NASA Secondo volo |
| Specialista di missione | Jeremy Hansen, CSA Primo volo     | Jeremy Hansen, CSA Primo volo     |

## Panoramica e precedenti
Il 21 dicembre 1968, la missione Apollo 8, con a bordo gli astronauti Frank Borman, Jim Lovell e William Anders, fece volare per la prima volta un equipaggio oltre l'orbita terrestre bassa completando dieci orbite attorno la Luna. Il 15 aprile 1970 la missione Apollo 13, divenuta celebre per il guasto che ne impedì l'allunaggio, è stata l'unica missione del programma Apollo a sorvolare la Luna con una traiettoria di ritorno libero.
Il piano della missione Artemis II prevede di inviare quattro astronauti nel primo veicolo spaziale Orion MPCV con equipaggio in un sorvolo lunare per un massimo di 21 giorni utilizzando la variante Block 1 del lanciatore Space Launch System. Il profilo della missione segue una traiettoria di trasferimento verso la Luna che richiede più accensioni (multi-trans-lunar injection, MTLI) e una traiettoria di libero ritorno dalla Luna. 
La navicella spaziale Orion verrà inviata in un'orbita terrestre alta con un periodo di circa 42 ore. L'equipaggio eseguirà una serie di controlli dei sistemi di supporto vitale del veicolo, nonché una dimostrazione delle capacità di rendezvous e operazioni di prossimità utilizzando il secondo stadio come bersaglio. Quando Orion raggiungerà nuovamente il perigeo, il motore principale verrà acceso per completare la manovra di inserzione lunare, che lo invierà in traiettoria di fly-by lunare prima del rientro.

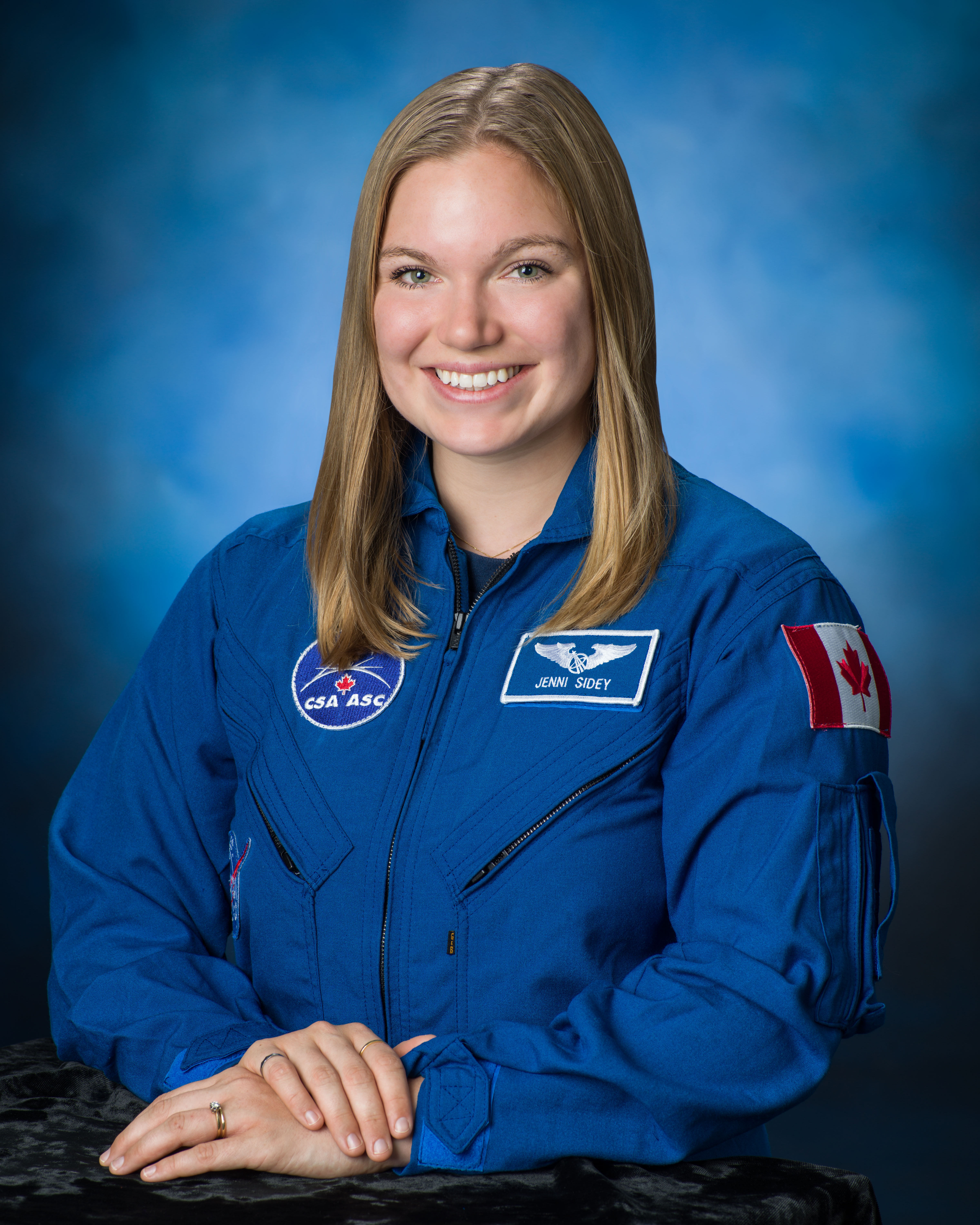
Jennifer Sidey, riserva di Jeremy Hansen.

## Obiettivi della missione

### Precedenti
Fino al 2017, Artemis II era una missione di lancio dello Space Launch System. Il piano era di effettuare un rendezvous con un asteroide precedentemente posizionato in orbita lunare dalla Asteroid Redirect Mission per far compiere agli astronauti una passeggiata spaziale e raccogliere dei campioni. Dopo la cancellazione della Asteroid Redirect Mission nel 2017 fu proposta una missione di otto giorni con un equipaggio composto da quattro astronauti. Un'altra proposta nel 2017 fu quella di mandare 4 astronauti in un viaggio da 8 a 21 giorni attorno alla Luna per portare il primo modulo della Lunar Orbital Platform-Gateway.

### Attuali

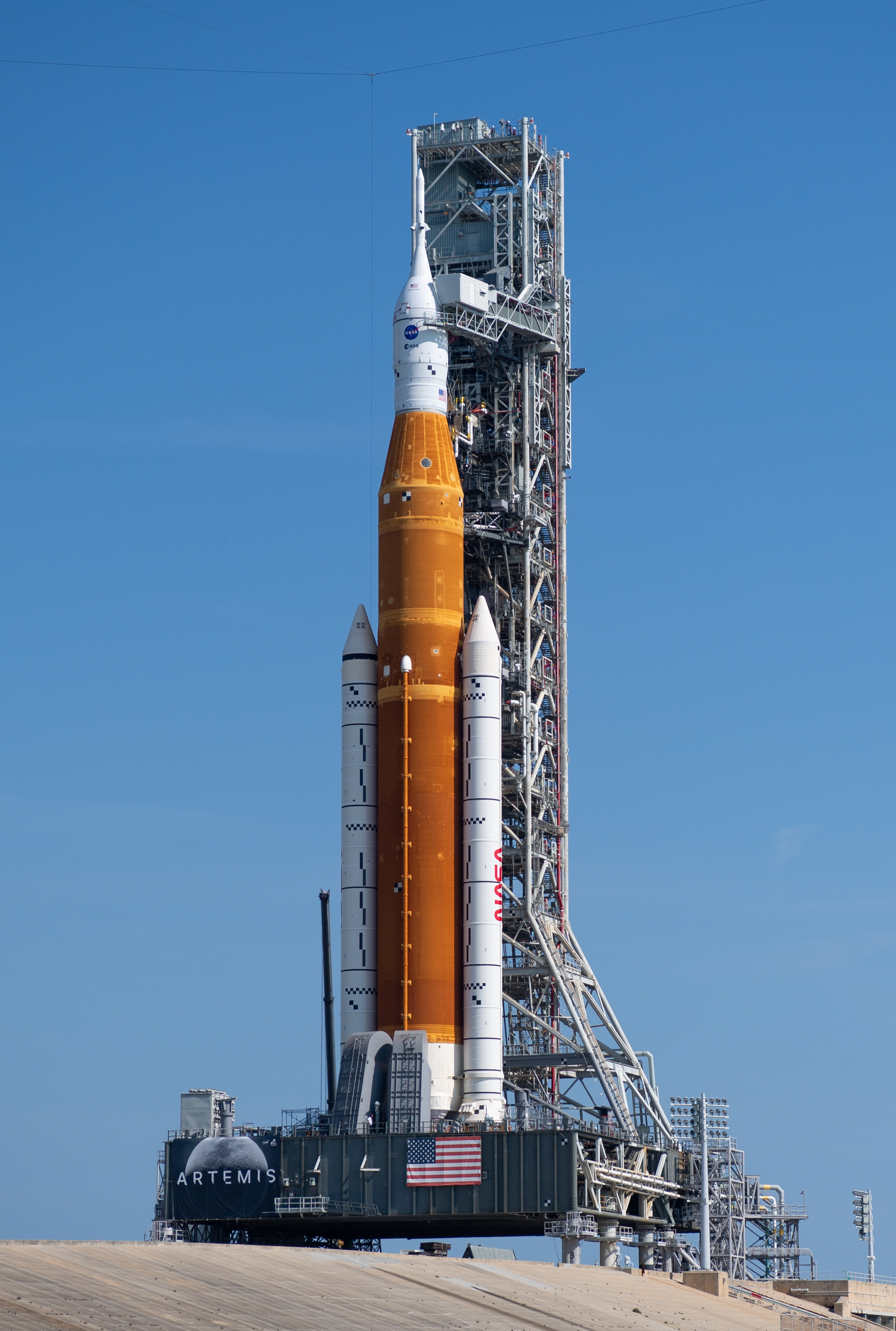
Il vettore SLS. Avrà il compito di inviare l’equipaggio di Artemis 2 in una traiettoria di sorvolo attorno alla Luna.

Nel marzo del 2018 si decise di lanciare il primo modulo Lunar Gateway su un lanciatore commerciale a causa di ritardi nella costruzione della piattaforma di lancio mobile necessaria per tenere il più potente Exploration Upper Stage, il previsto secondo stadio del SLS. Stando alle informazioni note nel 2018, il piano della missione prevede di mandare quattro astronauti nella prima capsula Orion per un sorvolo lunare per una durata di circa 10 giorni. Il profilo della missione è una traiettoria di trasferimento verso la Luna con manovre multiple e comprende una traiettoria di ritorno libero dalla Luna. Praticamente, la navicella orbiterà intorno alla Terra due volte mentre accende periodicamente i suoi motori per accumulare la velocità necessaria a spingerla verso la Luna prima di tornare di nuovo sulla Terra.

## Comunicazioni ottiche
Artemis II testerà e dimostrerà l'utilizzo delle comunicazioni ottiche a lunga distanza, da e verso la Terra, utilizzando il sistema Orion Artemis II Optical Communications System (O2O). L'hardware, integrato nella Orion, include un modulo ottico, un modem e un'elettronica dedicata di controllo. L'apparato comunicherà con le stazioni terrestri situate in California e New Mexico. Il dispositivo invierà i dati alla Terra ad una velocità fino a 260 megabit al secondo.